# Весёлый Кут (Алтайский край)
Весёлый Кут — упразднённый посёлок в Хабарском районе Алтайского края России. Располагался на территории современного Новоильинского сельсовета. Точная дата упразднения не установлена.

## География
Располагался в 2 км к северо-западу от села Новофёдоровка.

## История
Основан в 1911 году. В 1928 г. посёлок Весёлый Кут состоял из 27 хозяйств. В составе Михайловского сельсовета Хабарского района Славгородского округа Сибирского края.

## Население
В 1926 г. в посёлке проживало 135 человек (70 мужчины и 65 женщина), основное население — украинцы.